# فيروسات قطرة
الفيروسات القطرة (بالإنجليزية: Guttaviridae) هو جنس من الفيروسات ثنائية سلسلة الدنا، والتي تصيب أحد أجناس العتائق

## وصلات خارجية
- نطاق فيروسي: فيروسات قطرة[وصلة مكسورة]